# Истински ейл
Истински ейл (Real ale) е название, въведено от Кампанията за истински ейл за ейл, отговарящ на следните изисквания: „бира, сварена от традиционни съставки, получена чрез вторична ферментация и отлежала в контейнер, от който тя се разлива без използване на постъпващ отвън въглероден двуокис“. Този термин се използва изключително във Великобритания.

## Технология
Основната разлика между истинският ейл и останалите ейлове е в това, че дрождите все още са живи и се намират в съда (буре или контейнер), от който се налива истинският ейл, макар че те падат на неговото дъно и обикновено не попадат в чашите. Поради това процесът на ферментация продължава да протича в бурето или бутилката и позволява бирата да запази своята свежест.
Другата разлика е в това, че истинският ейл трябва да се разлива без помощта на добавен въглероден двуокис. Ейловете от буре, които запазват своята свежест за сметка на въздухообменни механизми и добавяне на въглероден двуокис за увеличаване срока на годност, не се считат за истински ейлове.